# Olga Della-Vos-Kardovskaïa
Olga Lyudvigovna Della-Vos-Kardovskaya (em russo: Ольга Людвиговна Делла-Вос Кардовская) (1875, Chernigov, Império Russo - 1952, Leningrado, URSS) foi uma pintora e artista gráfica russa e ucraniana. De 1891 a 1894, ela estudou na Escola Schneider em Kharkov; de 1894 a 1899 foi aluna da Academia de São Petersburgo. Ela foi para Munique para estudar na escola de Anton Ažbe, permanecendo lá de 1899 a 1900. Em 1900 ela se casou com o pintor Dmitry Kardovsky. Sua mãe, Mariya Della-Vos, era uma búlgara de Odessa e membro da família Toshkovic e filha de Stefan Toshkovich e irmã de Nikola Toshkovich.